# Psykosocial arbetsmiljö
Psykosocial arbetsmiljö är reglerat enligt arbetsmiljölagen (AML 1977:1160) och inbegriper arbetstagarnas psykiska hälsa och välmående. Enligt Arbetsmiljöverket är det flera faktorer som påverkar den psykosociala arbetsmiljön negativt.

## Psykosocial motivation
Skyddsombuden listar följande egenskaper som motiverar oss i den psykosociala arbetsmiljön:
- Mångsidigt arbete när det gäller krav på kunskaper och färdigheter.
- Arbetets helhetssyn är viktigt, det vill säga om man gör en avgränsad del av ett arbete och inte ser slutprodukten eller kan överblicka en stor del av produktionen.
- Arbetet ska vara betydelsefullt.
- Arbetet ska vara självständigt.
- Arbetet ska vara utformat så att man förstår om man gjort ett bra eller dåligt jobb.

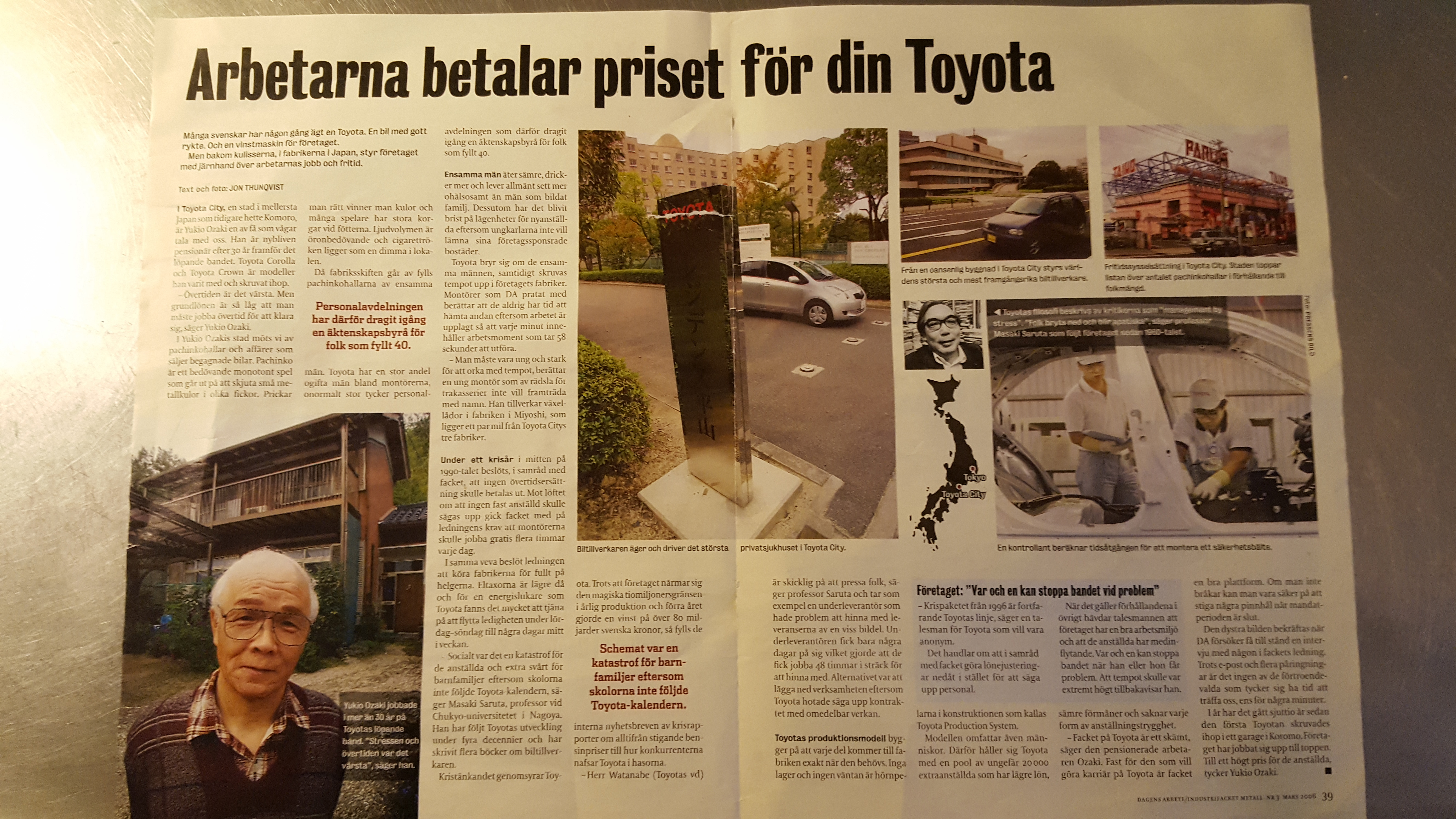
Bild ifrån tidningen "Dagens Arbete" - Industrifacket IF Metall NR3 Mars 2006.Text och foto: Jon Thunqvist.

## Faktorer som påverkar arbetet negativt
Enligt arbetsmiljöverket påverkar följande faktorer arbetet negativt.

### Stor arbetsmängd – högt arbetstempo
Om man ibland har hög arbetsbelastning så påverkar det inte den psykiska hälsan på ett farligt sätt. Det som är farligt är om man ofta får för hög arbetsbelastning och inte får tid till återhämtning eller chans att påverka sin arbetsbelastning. Den som ansvarar för arbetsfördelningen och skall se till att minimera risken för utbrändhet genom för hög arbetsbelastning är chefen på avdelningen eller företaget. Denne vill ofta ha en flexibilitet i arbetstiden och belastningen vilket kan ge en risk för att arbetstagaren aldrig kan koppla bort arbetet under sin fritid för att man alltid skall vara tillgänglig. Ett yrke där flexibiliteten i arbetstid finns inlagd i arbetstiden är läraryrket där läraren har tio timmars arbete i hemmet inlagt i sin arbetstid.
Även vid oregelbundna arbetstider, som skiftarbete blir det en psykisk stress. För att man skall hinna vila ut kroppen efter nattarbete bör man få en längre vila innan man arbetar igen så att kroppen återhämtar sig. Även tröttheten vid nattarbete är en ökad riskfaktor för olyckor.

### Monotont arbete
Monotont arbete som inte ger någon personlig utveckling leder till understimulering och psykisk ohälsa, liksom även att inte känna sig efterfrågad på arbetet också ger understimulering. Bästa sättet att motverka detta är att utöka arbetsuppgifterna vilket även leder till kompetensutveckling.

### Oklara förväntningar
Om ansvarsområden och arbetsuppgifter inte är tydligt definierade blir det omöjligt att leva upp till och veta vad som förväntas för arbetstagaren. Detta kan leda till psykisk stress och ohälsa.  Det ligger på arbetsledaren att ha klara tydliga mål och även ge en bra introduktion och konstruktiv feedback. 

### Otrygghet i anställningen
Det sker alltid förändringar av olika anledningar på arbetsplatser. Alla typer av förändringar kan vara påfrestande och påverka ens psykiska arbetsmiljö negativt. För att motverka detta så mycket som möjligt och få till ett bra förändringsarbete gäller det att ge fortlöpande information till alla förändringen berör, och helst ta med arbetstagarna i förändringsarbetet eftersom det är de som vet hur det fungerar på arbetsplatsen.

### Konflikter - kränkningar – trakasserier
Vid hög stress och oklara förväntningar från ledningen är det lätt att ryktesspridningen på arbetsplatsen ökar, och man försöker hitta syndabockar för vad som händer. Detta ökar risken för konflikter och trakasserier på arbetsplatsen. Detta i sig spär på den negativa psykosociala arbetsmiljön. Denna typ av problem bör, enligt arbetsmiljöverket, betraktas som brister i arbetsmiljön och utredas och åtgärdas så att man får mer harmoni i arbetet.

### Arbete med människor
När man arbetar med människor så är ens egen sociala kompetens det viktigaste arbetsredskapet. Det är lätt att man i sådana yrken engagerar sig för mycket i arbetet, samtidigt som arbetstempot är högt, så att det blir tärande på den egna personen. För att mildra denna riskfaktor kan man behöva handledning. Även ens arbetskamrater och chefer ingår i arbetet med människor, och där är det samspelet på arbetsplatsen som avgör hur vi mår. Därför är det viktigt att normer och regler är tydliga för att minimera risken för konflikter och social ohälsa.

### Ensamarbete
Ensamarbete, såsom övervakningsarbete eller nattvaktsarbete kan i sig vara väldigt stressande för att man upplever ett konstant hot och en ökad risk att skada sig när ingen kan hjälpa till. För att denna stress skall minska behövs larmanordningar som är lätta att utlösa och även möjlighet att lätt nå arbetsledningen, till exempel via mobil, för att konsultera vid problem.

### Den fysiska miljön
Om arbetsplatsens fysiska miljö inte känns säker, utan man är rädd för att skada sig av maskiner eller det är för hög ljudnivå så att man inte hör om det närmar sig en fara, så är det i sig en psykisk påfrestning. Arbeten med en hög olycksfallsrisk kan även det göra att man är rädd för att utföra det och det i sig leder till stress och oro.